# Цикл сечовини

Схема реакцій циклу сечовини

Цикл сечовини́, орніти́новий цикл або цикл Кре́бса-Гензеля́йта — метаболічний шлях перетворення токсичного аміаку, що утворюється, в процесі обміну амінокислот, у сечовину. Сечовина є кінцевим продуктом азотистого метаболізму у більшості наземних тварин, які об'єднуються назвою уреателічні організми (на противагу амонотелічним, що виділяють аміак, та урикотелічним, що виділяють сечову кислоту). Цикл сечовини відбувається майже виключно у печінці, звідки його кінцевий продукт — сечовина — транспортується кров'ю до нирок, де відбувається її екскреція із сечею. Організм людини виділяє близько 10 кг сечовини за рік.
Цикл сечовини був відкритий 1932 року Гансом Кребсом та Куртом Гензеляйтом (нім. Kurt Henseleit) і став першим відомими циклічним метаболічним шляхом. Пізніше індивідуальні реакції описали Сара Ратнер та Філіп Коен. Цикл сечовини складається із п'яти реакцій, дві з яких протікають у матриксі мітохондрій, а три — у цитозолі. Сумарне рівняння метаболічного шляху:
NH3 + HCO-
3 + Аспартат + 3 АТФ → Сечовина + Фумарат + 2 АДФ + 2 Фн + АМФ + ФФн.
Із двох атомів азоту, що входять до складу сечовини, один походить із аміаку, а інший — із аспартату. Атом вуглецю — із бікарбонату.

## Реакції циклу сечовини
Цикл сечовини починається у матриксі мітохондрій печінки. Внаслідок окисного деамінування амінокислот (переважно L-глутамату) та розщеплення глутаміну до глутамату тут утворюється аміак, частина іонів NH+
4 також надходять до печінки ворітною веною від кишки, де вони є продуктом окиснення амінокислот бактеріями. Не в залежності від походження аміак у мітохондріях відразу ж використовується для синтезу карбамоїлфосфату разом із вуглекислим газом у формі HCO-
3, що утворюється внаслідок дихання. Реакція каталізується регуляторним ферментом карбамоїлфосфатсинтетазою I, протікає в три стадії:
1. Активація бікарбонату АТФ, внаслідок чого утворюється карбоксифосфат та АДФ;
2. Нуклеофільна атака NH3 на карбоксифосфат, в якому він замінює фосфатну групу, продуктами є карбамат та фосфатна кислота;
3. Фосфорилювання карбамату другою молекулою АТФ з утворенням карбамоїлфосфату та АДФ[2][6].

Оскільки в реакції використовуються дві молекули АТФ вона є незворотною і виступає лімітуючою стадією циклу сечовини. Для здійснення каталізу карбамоїлфосфатсинтетаза I ссавців потребує наявності N-ацетилглутамату.
Карбамоїлфосфат виступає активованим донором карбамоїльної групи, що переноситься на орнітин з утворенням цитруліну ферментом орнітинтранскарбамоїлазою. Після цього цитрулін транспортується у цитозоль. Тут він вступає в реакцію конденсації із аспартатом (що утворюється у мітохондріях в процесі переамінування та переноситься у цитозоль), продуктом якої є аргініносукцинат. Каталізує взаємодію між аміногрупою аспартату та карбонільною групою цитруліну аргініносукцинатсинтетаза (АСС). Енергією цю реакцію забезпечує спряжений гідроліз АТФ до АМФ та пірофосфту, який пізніше також підлягає розщепленню.
Аргініносукцинат розщеплюється аргінносукциназою до вільного аргініну та фумарату. Останній транспотрується до мітохондрій, де поповнює пул метаболітів циклу Кребса, або використовується для глюконеогенезу. В останній реакції циклу сечовини на аргінін діє фермент аргіназа, що розщеплює його до сечовини та орнітину. Орнітин переноситься у матрикс мітохондрій та вступає у наступний оберт циклу сечовини.
Мітохондріальні та цитоплазматичні ферменти циклу сечовини утворюють кластери, в яких продукт однієї реакції безпосередньо передається активному центру ферменту, що каталізує наступну (див. метаболон). Таким чином, як цитрулін, так і аргініносукцинат, аргінін та орнітин підлягають каналюванню і не розчиняється у цитозолі. У загальний пул метаболітів вивільняється тільки сечовина.

## Зв'язок із іншими метаболічними шляхами

Зв'язок циклу сечовини з іншими метаболічними шляхами

Цикл сечовини пов'язаний із циклом трикарбонових кислот спільним метаболітом — фумаратом. Тому ці метаболічні шляхи інколи об'єднують під назвою біцикл Кребса (англ. Krebs bicycle — буквально велосипед Кребса). Проте кожен цикл може протікати окремо від іншого, а взаємодія між ними залежить від транспорту проміжних продуктів між мітохондріями та цитозолем. Кілька ферментів ЦТК, такі як фумараза та малатдегідрогеназа, присутні також і в цитозолі, через це фумарат, утворений у циклі сечовини може перетворюватись до малату. Далі малат або окснюється до оксалоацетату, який вступає у глюконеогенез, або транспортується до мітохондрій і вступає в ЦТК.
Аспартат, що утворюється у мітохондріях у реакції переамінування між оксалоацетатом та глутаматом, може переноситись у цитозоль, де він виступає донором Нітрогену в реакції синтезу аргініносукцинату. Ці реакції об'єднують під назвою аспартат-аргініносукцинатний шунт, що забезпечує зв'язок між окремими метаболічними шляхами, за якими перетворюються аміногрупи та карбонові скелети амінокислот.
Загалом для протікання циклу сечовини необхідний еквівалент чотирьох молекул АТФ. Проте в цьому шляху також відбувається перетворення оксалоацетату до фумарату через аспартат, пізніше оксалоацетат регенерується, що супроводжується відновленням однієї молекули НАД+. Кожна молекула НАДН може давати 2,5 АТФ у процесі окисного фосфорилювання. Таким чином загальна енергетична ціна циклу сечовини знижується. Решта енергії постачається окисненням ацетил-КоА, утвореним із карбонових скелетів амінокислот.

## Регулювання активності циклу сечовини
Активність протікання циклу сечовини контролюється на двох рівнях: короткочасне пристосування до змінних потреб організму відбувається завдяки алостеричній регуляції, а довготривале — шляхом зміни експресії генів, що кодують ферменти цього метаболічного шляху.
Перший фермент циклу сечовини — карбамоїлфосфатсинтетаза I — є алостеричним ферментом і активується під впливом N-ацетилглутамату. Останній синтезується N-ацетилглутаматсинтазою із ацетил-КоА та глутамату. У мікроорганізмів та рослин із цієї реакції розпочинається шлях de novo синтезу аргініну із глутамату, проте у ссавців бракує інших ферментів цього шляху, через що активність N-ацетилглутаматсинтази має виключно регуляторну роль. Концентрація N-ацетилглутамату залежить від рівня ацетил-КоА та глутамату, а також аргініну, що активує N-ацетилглутаматсинтазу. Глутамат має особливе значення для пришвидшення протікання циклу сечовини, оскільки його концентрація підвищується в умовах інтенсивного катаболізму амінокислот, за яких він утворюється в реакціях переамінування. Інші ферменти циклу сечовини регулюються концентраціями власних субстратів.
Рівень експресії генів всіх п'яти ферментів циклу сечовини суттєво зростає в гепатоцитах, в умовах, коли розщеплення амінокислот в організмі відбувається із високою швидкістю. Наприклад, при вживанні багатої на білки дієти або під час голодування, коли запаси вуглеводів та ліпідів вже не можуть забезпечувати енергетичні потреби організму. У тварин, що харчуються у достатній кількості їжею багату на небілкові енергетичні субстрати, рівень ферментів циклу сечовини у печінці знижений.

## Спадкові дефекти ферментів циклу сечовини
Спадкові дефекти у гені будь-якого із ферментів циклу сечовини має наслідком підвищену концентрацію амонію в крові (гіперамоніємія), також в організмі може накопичуватись один із проміжних метаболітів цього шляху, в залежності від того який саме фермент ушкоджений. Деякі із цих захворювань проявляються на перший-другий день після народження у формі летаргії та періодичного блювання. Без лікування згодом може наступити кома та незворотні ушкодження головного мозку.
Пацієнти із дефектами ферментів циклу сечовини не можуть переносити дієти багатої на білки, проте безбілкова дієта не є опцією, оскільки організм потребує джерела незамінних амінокислот. Лікування залежить від того, який саме елемент шляху ушкоджений. Наприклад негативні ефекти нестачі аргініносукцинази можна подолати вживанням великої кількості аргініну у поєднанні із дієтою з невеликою кількістю білків. У печінці аргінін розщеплюється до сечовини та орнітину, останній приєднує карбамоїлфосфат, перетворюючись у цитрулін. А той у свою чергу підлягає конденсації із аспартатом, продукт цієї реакції — аргініносукцинат екскретується із організму. Отже за таких умов формою виділення азоту із організму є у першу чергу аргініносукцинат.
Інший підхід використовується при лікуванні нестачі карбамоїлфосфатсинтази та орнітинтранскарбамоїлази. Під час цих порушень надлишковий азот накопичується у вигляді гліцину та глутамату. Позбутись його допомагає бідна на білки дієта із високим вмістом бензоату та фенілацетату (або фенілбутирату). Бензоат активується до бензоїл-КоА, після чого взаємодіє із гліцином з утворенням гіпурату. Схожим перетворенням підлягає фенілацетат, який спершу активується до фенілацетил-КоА, а опісля з'єднується із глутаміном формуючи фенілацетилглутамін. Обидва кон'югати (гіпурат та фенілацетилглутамін) виводяться із організму із сечею, і слугують замінниками сечовини як форми виведення надлишку азоту.